# Павловский, Слава Станиславович
Сла́ва Станисла́вович Павло́вский (7 февраля 1922, Киев, Киевская губерния, Украинская ССР — 1993) — украинский советский архитектор, член Союза архитекторов УССР с 1954 года.

## Биография
Родился в Киеве. В 1937—1940 годах учился на отделении живописи в Киевской художественной школе им. Т. Г. Шевченко, в 1940 году поступил на архитектурный факультет Киевского художественного института.
После начала Великой Отечественной войны эвакуирован в Куйбышев. Работал на авиационном заводе, в 1943—1944 году учился в Куйбышевском инженерно-строительном институте. В 1944 году возвратился в Киев, продолжил обучение в Киевском художественном институте, который закончил в 1949 году.
С 1949 года работал архитектором в проектном институте «Киевпроект», с 1950 года — в Киевском проектном институте «Гипроград». С 1951 года — в Свердловске, в проектном институте «Уралгипрошахт», с 1952 года — вновь в Киеве, в проектном институте «Укргипрошахт», с 1959 года — главный инженер проекта в Киевском зональном научно-исследовательском институте экспериментального проектирования жилых и общественных зданий (КиевЗНИИЭП).

## Творчество
В составе творческих коллективов:
- реконструкция и настройка жилого дома по ул. Большой Васильковской, 12 в Киеве (1950—1951)
- планировка центральной части города Кадиевка (1950—1951)
- административные и жилые здания в Свердловске, Волчанске, Карпинске (1951—1952)
- павильон «Уголь» на ВДНХ УССР (1957—1958)
- станция метро «Днепр» в Киеве (1960)
- жилой дом на бульваре Леси Украинки, 3 в Киеве (1962—1964)

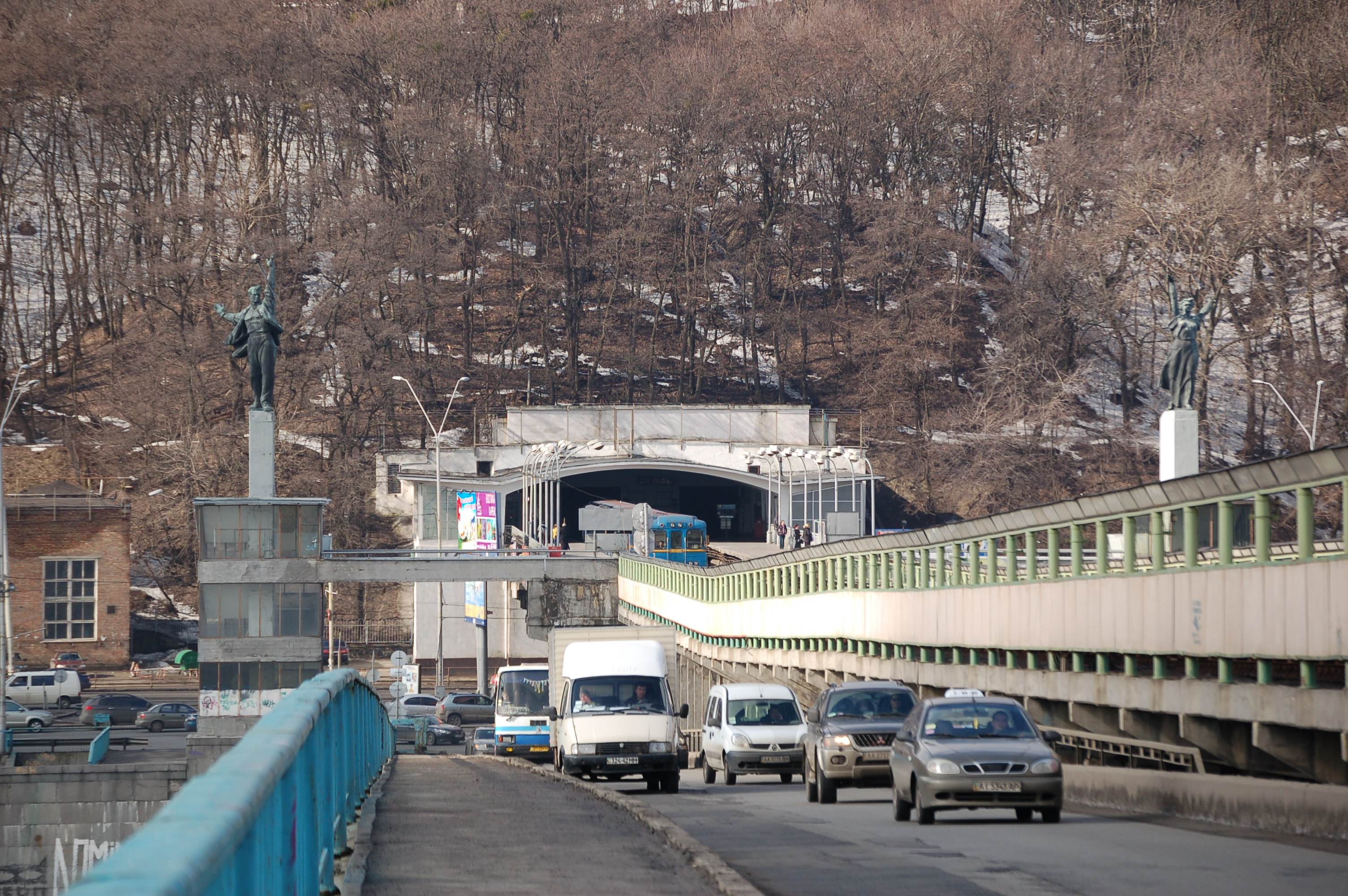
Станция метро «Днепр»